# حامد شاه
حامد شاه (2 أغسطس 1992 في الدنمارك - ) هو لاعب كريكت دانمركي. شارك مع منتخب الدنمارك الوطني للكريكت.

## وصلات خارجية
- حامد شاه على موقع إي آس بي آن كريك إنفو (الإنجليزية)